# Шошкалы (озеро, Акмолинская область)
Шошкалы (каз. Шошқалы) — озеро в Аккольском районе и районе Биржан сал Акмолинской области Казахстана. Относится к бассейну реки Ишим.

## Описание
Озеро Шошкалы располагается в 6 км к юго-востоку от села Баймырза. На северо-восточном берегу находится село, также именуемое Шошкалы. По данным 1980-х годов, высота водного зеркала над уровнем моря составляла 314 м.
Площадь поверхности озера составляет 22,08 км², длина — 6,9 км, наибольшая ширина — 4,1 км. Наибольшая глубина — 2,2 м, средняя — 1,5 м. Площадь водосбора — 352 км².
Северный и северо-восточный берега пологие, остальные — крутые, высотой от 4,5 до 8 м. Дно плоское, покрыто слоем ила мощностью 0,6—0,8 м. Минерализация воды существенно зависит от времени года: весной 0,8—1 г/л, летом 1,5—2 г/л, зимой 3—5 г/л. Прибрежная растительность образует полосу шириной 200—500 м. Вода используется для сельскохозяйственных нужд.